# Wereldkampioenschappen zeilen
De wereldkampioenschappen zeilen (ook wel ISAF World Sailing Championships genoemd) is een door de International Sailing Federation (ISAF) georganiseerd vierjaarlijks zeilevenement, waarin de wereldkampioenschappen in alle (huidige) olympische zeilklassen gezamenlijk worden gevaren. De eerste wereldkampioenschappen in deze vorm vonden in 2003 plaats in Cádiz, Spanje. Tot 2014 vonden het evenement plaats in het jaar voorafgaand aan de Olympische Zomerspelen. Na drie edities besloot de ISAF dit echter te verschuiven naar twee jaar voorafgaand aan de Spelen, zodat de vierde editie in 2014 plaatsvond.
De gezamenlijke wereldkampioenschappen zijn geïntroduceerd om zo te kunnen dienen als de belangrijkste kwalificatiewedstrijden voor de eerstvolgende Olympische Zomerspelen. Van alle quotaplaatsen wordt tussen de 40 en 75 procent tijdens deze wedstrijden vergeven. Daarnaast beoogde de ISAF door middel van de invoering van een gemeenschappelijk wereldkampioenschap in de olympische klassen betere marketingmogelijkheden en een vergrote media-interesse.
Het bestaan van deze gemeenschappelijke wereldkampioenschappen betekent niet dat er buiten dit evenement om geen andere wereldkampioenschappen worden gevaren. Afgezien van de gemeenschappelijke wereldkampioenschappen organiseert de ISAF elk jaar wereldkampioenschappen in alle olympische en niet-olympische zeilklassen, zoals bijvoorbeeld het wereldkampioenschap windsurfen.

## Historisch overzicht
| Jaar | Gaststad  | Deelnemers | Landen | Onderdelen |
| ---- | --------- | ---------- | ------ | ---------- |
| 2003 | Cádiz     | 1.450      | 71     | 11         |
| 2007 | Cascais   | 1.350      | 76     | 11         |
| 2011 | Fremantle | 1.250      | 84     | 10         |
| 2014 | Santander | 1.400      | 95     | 10         |
| 2018 | Aarhus    | 1.400      | 90     | 12         |
| 2023 | Den Haag  |            |        |            |

## Zeilklassen

### Mannen
| Klasse       | 03 | 07 | 11 | 14 | 18 |
| ------------ | -- | -- | -- | -- | -- |
| Mistral      | X  |    |    |    |    |
| RS:X         |    | X  | X  | X  | X  |
| Formula Kite |    |    |    |    | X  |
| Finn         | X  |    | X  | X  | X  |
| 470          | X  | X  | X  | X  | X  |
| Star         | X  | X  | X  |    |    |
| Laser        |    | X  | X  | X  | X  |
| 49er         |    |    | X  | X  | X  |
| Totaal       | 4  | 4  | 6  | 5  | 6  |

### Vrouwen
| Klasse       | 03 | 07 | 11 | 14 | 18 |
| ------------ | -- | -- | -- | -- | -- |
| Mistral      | X  |    |    |    |    |
| RS:X         |    | X  | X  | X  | X  |
| Formula Kite |    |    |    |    | X  |
| Europe       | X  |    |    |    |    |
| 470          | X  | X  | X  | X  | X  |
| Laser Radial |    | X  | X  | X  | X  |
| Yngling      | X  | X  |    |    |    |
| Elliott 6m   |    |    | X  |    |    |
| 49er FX      |    |    |    | X  | X  |
| Totaal       | 4  | 4  | 4  | 4  | 5  |

### Open
| Klasse   | 03 | 07 | 11 | 14 | 18 |
| -------- | -- | -- | -- | -- | -- |
| Finn     |    | X  |    |    |    |
| Laser    | X  |    |    |    |    |
| 49er     | X  | X  |    |    |    |
| Tornado  | X  | X  |    |    |    |
| Nacra 17 |    |    |    | X  | X  |
| Totaal   | 3  | 3  | 0  | 1  | 1  |

## Medaillespiegel
| Plaats | Land             | Goud | Zilver | Brons | Totaal |
| 1      | Nederland        | 8    | 6      | 2     | 16     |
| 2      | Australië        | 7    | 4      | 5     | 16     |
| 3      | Groot-Brittannië | 6    | 5      | 12    | 23     |
| 4      | Frankrijk        | 6    | 5      | 6     | 17     |
| 5      | Brazilië         | 4    | 1      | 0     | 5      |
| 6      | Spanje           | 3    | 3      | 3     | 9      |
| 7      | Verenigde Staten | 3    | 1      | 3     | 7      |
| 8      | Polen            | 2    | 4      | 0     | 6      |
| 9      | Israël           | 2    | 0      | 4     | 6      |
| 10     | Italië           | 2    | 0      | 1     | 3      |
| 11     | Nieuw-Zeeland    | 1    | 5      | 2     | 8      |
| 12     | België           | 1    | 2      | 1     | 4      |
| 12     | Kroatië          | 1    | 2      | 1     | 4      |
| 14     | Oostenrijk       | 1    | 2      | 0     | 3      |
| 15     | Griekenland      | 1    | 1      | 1     | 3      |
| 16     | Japan            | 1    | 1      | 0     | 2      |
| 16     | Noorwegen        | 1    | 1      | 0     | 2      |
| 18     | Cyprus           | 1    | 0      | 0     | 1      |
| 18     | Hongarije        | 1    | 0      | 0     | 1      |
| 18     | Portugal         | 1    | 0      | 0     | 1      |
| 18     | Wit-Rusland      | 1    | 0      | 0     | 1      |
| 22     | Zweden           | 0    | 3      | 0     | 3      |
| 23     | Denemarken       | 0    | 2      | 3     | 5      |
| 23     | Duitsland        | 0    | 2      | 3     | 5      |
| 25     | Finland          | 0    | 2      | 0     | 2      |
| 26     | Argentinië       | 0    | 1      | 2     | 3      |
| 27     | Rusland          | 0    | 1      | 1     | 2      |
| 24     | China            | 0    | 0      | 1     | 1      |
| 24     | Estland          | 0    | 0      | 1     | 1      |
| 24     | Oekraïne         | 0    | 0      | 1     | 1      |
| 24     | Slovenië         | 0    | 0      | 1     | 1      |
| Totaal | Totaal           | 54   | 54     | 54    | 162    |